# RR (EP)
RR (reso graficamente come RЯ o R∞Я) è il secondo EP della cantante spagnola Rosalía e il terzo del cantante portoricano Rauw Alejandro, pubblicato il 24 marzo 2023.

## Antefatti
Rosalía e Rauw Alejandro erano sentimentalmente legati all'epoca della pubblicazione dell'EP. La loro relazione è stata resa ufficialmente pubblica nel settembre 2021, in occasione del ventottesimo compleanno dell'artista spagnola. Nel maggio 2022 Alejandro aveva confermato a Billboard di aver realizzato del materiale musicale inedito con la compagna e di aver intenzione di pubblicarlo, notizia confermata anche da Rosalía quattro mesi più tardi. Il progetto è stato annunciato dai due interpreti il 13 marzo 2023 attraverso la rete sociale, insieme alla copertina, la lista tracce e la data di pubblicazione.

## Promozione
In concomitanza con la pubblicazione dell'EP, è stato inviato alle stazioni radiofoniche italiane come singolo ufficiale Beso. Il videoclip ufficiale del brano mostra la vita di coppia di Alejandro e Rosalía, sia a livello privato che pubblico, e si chiude con la proposta di matrimonio da parte di lui. Anche la traccia Vampiros ha ricevuto un videoclip musicale, pubblicato in aprile. Il 15 dicembre, a quasi nove mesi di distanza dalla pubblicazione digitale e streaming dell'EP, viene resa disponibile la versione vinile del progetto.

## Tracce
Testi e musiche di Rosalía Vila Tobella e Raúl Alejandro Ocasio Ruiz.
1. Beso – 3:14
2. Vampiros – 2:56
3. Promesa – 3:16